# 薩摩型戦艦
| 薩摩型戦艦       | 薩摩型戦艦 |
| ---------------- | --- |
| 竣工時の「薩摩」 | |
| 艦級概観         | |
| 艦種             | 戦艦 |
| 艦名             | 旧国名 |
| 前級             | 香取型戦艦 |
| 次級             | 河内型戦艦 |
| 性能諸元         | |
| 排水量           | 常備 薩摩：19,372トン 安藝：20,100トン 満載 薩摩：19,700トン 安芸：21,800トン |
| 全長             | 薩摩：146.9m 安藝：150.0m |
| 水線長           | 薩摩：146.0m 安藝：146.9m |
| 全幅             | 薩摩：25.4m 安藝：25.5m |
| 吃水             | 薩摩：8.38m 安藝：8.4m |
| 機関             | 薩摩：宮原式石炭・重油混焼水管缶20基+三段膨張式四気筒レシプロ機関2基2軸 安藝：宮原式石炭・重油混焼水管缶15基+ブラウン・カーチス式直結タービン2基2軸 |
| 最大出力         | 薩摩：17,300hp 安藝：24,000hp |
| 最大速力         | 薩摩：18.3ノット 安藝：20.0ノット |
| 航続性能         | -/-海里 |
| 燃料             | 薩摩：薩摩 石炭：2,860トン 重油337トン 安藝 石炭：3,000トン 重油：172トン |
| 乗員             | 薩摩：887名 安藝：931名 |
| 兵装             | 薩摩 アームストロング 30.5cm（45口径）連装砲2基4門 ビッカース 25.4cm（45口径）連装砲6基12門 アームストロング 12cm（40口径）単装速射砲12基12門 アームストロング7.6cm（40口径）単装速射砲8基8門 45cm水中魚雷発射管単装5門                                                   |
| 兵装             | 安芸 アームストロング 30.5cm（45口径）連装砲2基4門 ビッカース 25.4cm（45口径）連装砲6基12門 アームストロング 15.2cm（45口径）単装速射砲8基8門 アームストロング7.6cm（40口径）単装速射砲12基12門 45cm水中魚雷発射管単装5門                                                 |
| 装甲             | 舷側：229mm（水線最厚部）、102mm（水線末端部） 甲板：51mm（平坦部）、76mm（傾斜部） 主砲塔：229mm（前盾）、178mm（側盾）、76mm（天蓋） バーベット：234mm（甲板上部）、178mm（甲板下部） 副砲塔：120mm（最厚部） 舷側ケースメイト：152mm（最厚部） 司令塔：152mm（最厚部） |

薩摩型戦艦（さつまがたせんかん）は、大日本帝国海軍の準弩級戦艦の艦型であり、日本初の国産戦艦で2隻が就役した。

## 概要
日本海軍は、日露戦争に備えて当時イギリスで建造中であったキング・エドワード7世級戦艦を基にして国内の造船所に発注し建造させた。しかし、1905年に横須賀造船所で「薩摩」が起工したものの、日露戦争には間に合わず、両艦とも戦争終結後の1910年代に竣工している。この2隻は機関構成が異なり、また安芸のみ主機に日本の戦艦として初めてカーチス式蒸気タービンが搭載された。その結果出力は薩摩の17,300馬力18.25ノットから25,000馬力へと増加し、速力も装甲巡洋艦並の20ノットを発揮できた。加えて、煙突が薩摩が2本なのに対して安芸は3本となっている。
就役時には、イギリスで最新鋭戦艦であるドレッドノートが進水しており、本級は生まれながらにしてすでに旧態化している状態だった。その後しばらく主力艦を務めたが、1923年のワシントン海軍軍縮条約で二隻とも廃艦となり、解体された。このうち「安芸」の主砲塔2基は三浦半島三崎砲台へ、副砲塔2基は東京湾要塞城ケ島砲台に陸軍クレーン船「蜻州丸（せいしゅうまる）」により運搬されて現地の二か所要塞砲として活用された。

## 艦形

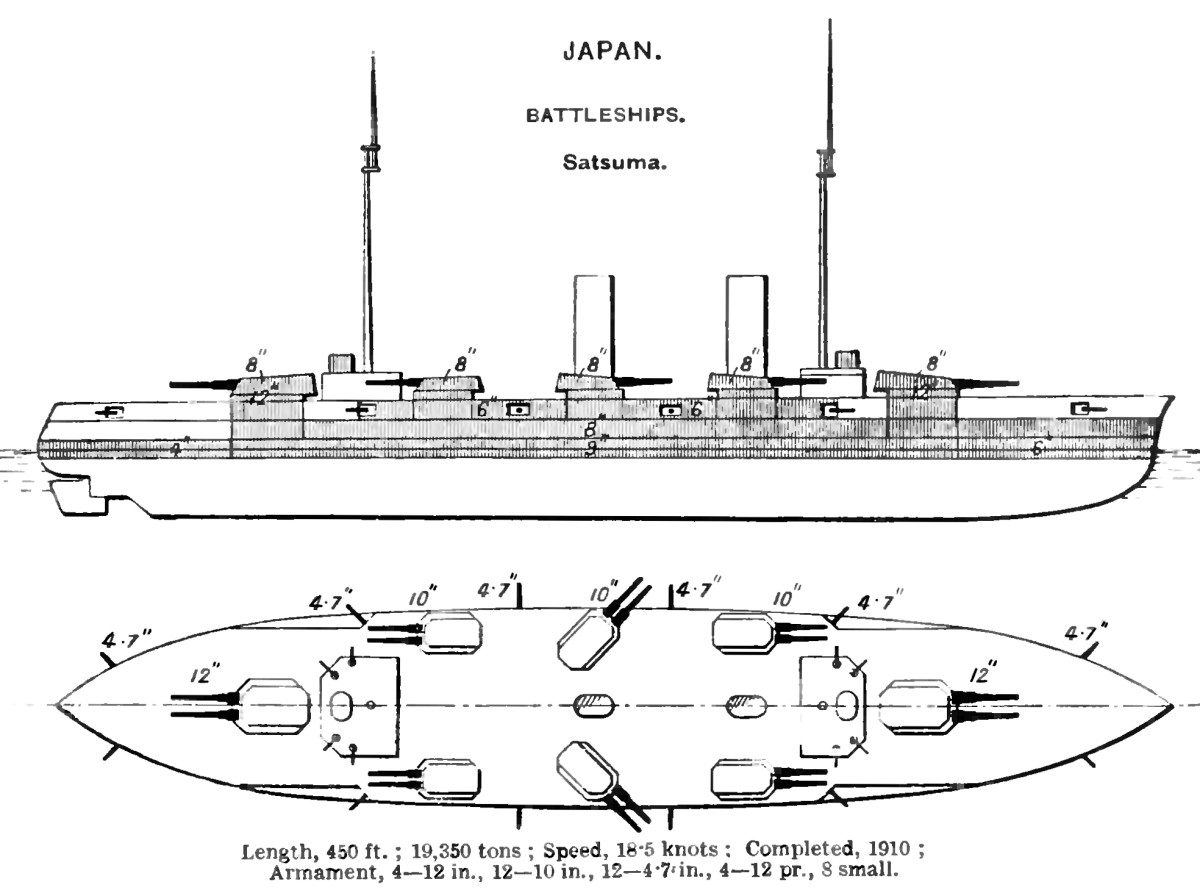
「薩摩」の武装・装甲配置を示した図。

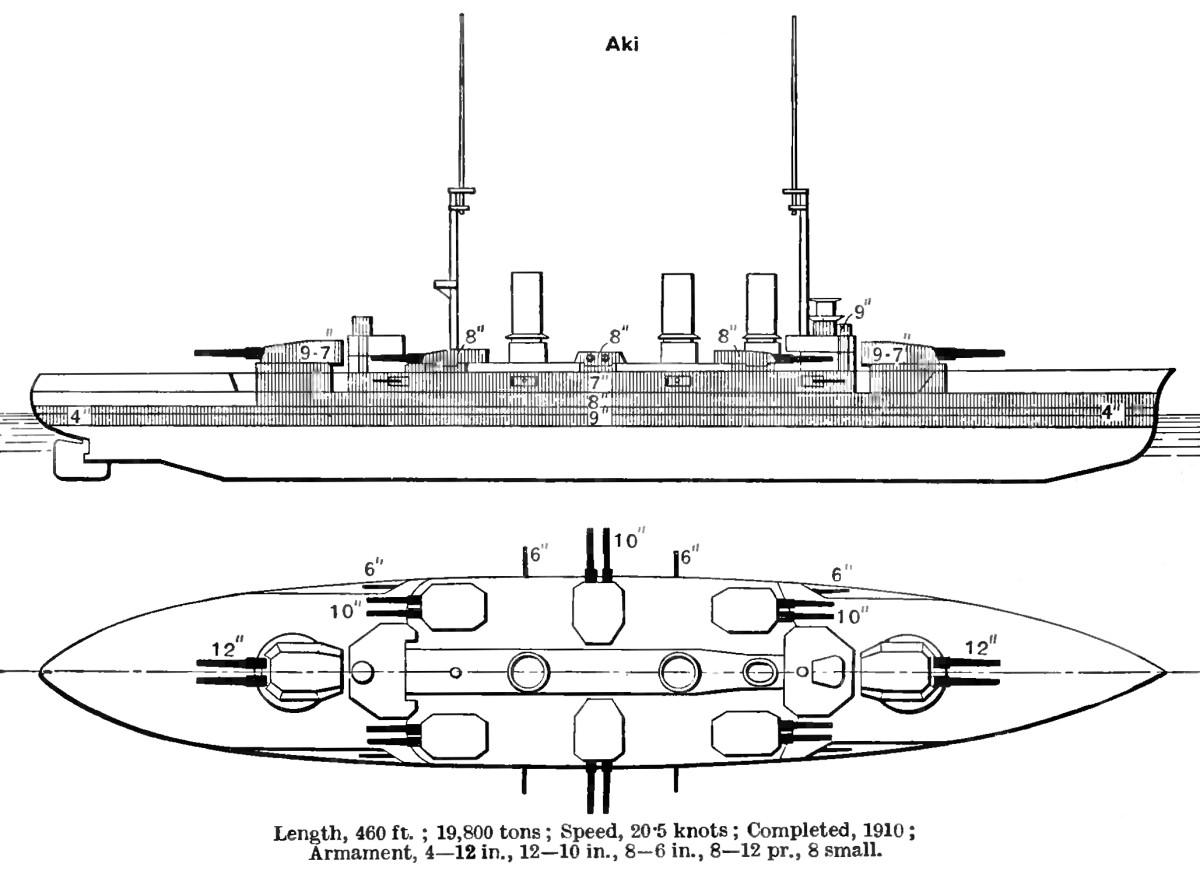
「安芸」の武装・装甲配置を示した図。

船体形状は典型的な平甲板型船体であり、凌波性を良くするために乾舷を高く取られている。主砲は「アームストロング 1904年型 30.5cm（45口径）砲」を楔形の連装砲塔に収めて艦首甲板に1基、その背後に司令塔を組み込んだ操舵艦橋と単脚式の前部マストが立つ。船体中央部の煙突の両脇に細めの通風筒が立ち並び、その周囲は艦載艇置き場となっており、前後マストの基部に付くクレーン計2基と2本1組のボート・ダビッドが片舷2組ずつ計4組により運用された。舷側甲板上には副砲として25.4cm砲を収めた連装式の副砲塔が片舷3基ずつ計6基が配置された。上部構造物の末端部に後部マストと後部艦橋が立った所から甲板一段分下がって
後部甲板上に後ろ向きの後部主砲塔の順である。
安芸と薩摩の外見上の違いは、薩摩の煙突の本数が2本で舷側ケースメイトは12cm速射砲が片舷6基ずつ計12基を持つのに対し、安芸は3本煙突で舷側ケースメイトが15.2cm速射砲が片舷4基ずつ計8基が相違点である。

## 武装

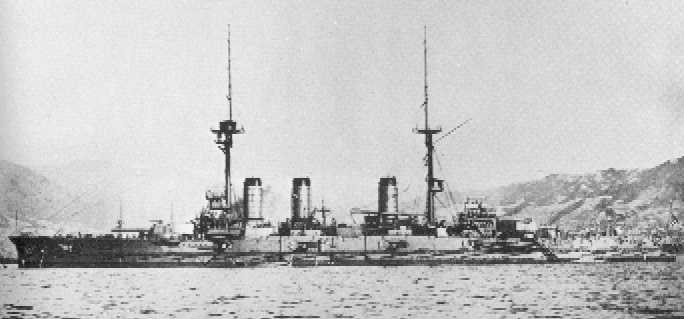
1915年に撮られた「安芸」。

### 主砲
主砲はアームストロング社の新設計の「アームストロング 1904年型 30.5cm（45口径）砲」である。その性能は重量386㎏の砲弾を仰角20度で最大射程21,120mまで届かせられる性能を持っていた。これを新設計の砲塔に収めた。砲塔の砲身は仰角20度･俯角5度の間で上下できた。この砲塔は左右150度に旋回でき、重量386kgの砲弾を毎分1発の間隔で発射できた。

### 副砲
主砲に準じる大口径砲である副砲を持つのが準弩級戦艦の特徴である。本型はヴィッカース社の新設計「1905年型 25.4cm（45口径）砲」を採用した。その性能は235kgの砲弾を仰角30度で最大射程24,600mまで届かせられる。この砲を連装砲塔で6基装備している。

### その他備砲、雷装
薩摩は対駆逐艦用に「1895年型 12cm（40口径）速射砲」を採用している。その性能は重量20.4kgの砲弾を最大仰角20度で9,050mまで届かせることが出来るこの砲を単装砲架で12基を搭載した。砲架の俯仰能力は仰角20度・俯角5度である。さらに旋回角度は150度の旋回角度を持っていたが実際は上部構造物により制限を受けた。砲の旋回、砲身の上下・砲弾の装填の動力は人力を必要とした。発射速度は毎分5～6発である。
安芸は攻撃力を重視して「Mk XII 1913年型 15.2cm（45口径）速射砲」を採用した。その性能は重量45.4kgの砲弾を仰角15度で12,344mまで届かせられるこの砲を単装砲架で8基を搭載した。砲架の俯仰能力は仰角15度・俯角7度で旋回角度は150度の旋回角度を持っていたが実際は上部構造物により射界の制限を受けた。砲の旋回、砲身の上下・砲弾の装填の動力は人力を必要とした。発射速度は毎分5～7発である。
他に近接火器として「アームストロング7.6cm（40口径）速射砲」を採用している。1.5kgの砲弾を仰角40度で10,740mまで到達出来るこの砲を単装砲架で薩摩は8基、安芸は12基を搭載した。砲架は360度の旋回角度を持っていたが実際は上部構造物により射界の制限を受けた。俯仰は仰角65度・俯角10度で発射速度は毎分15発だった。他に主砲では手に負えない相手への対抗として45.7cm魚雷発射管を単装2基ずつ装備した。

## 機関

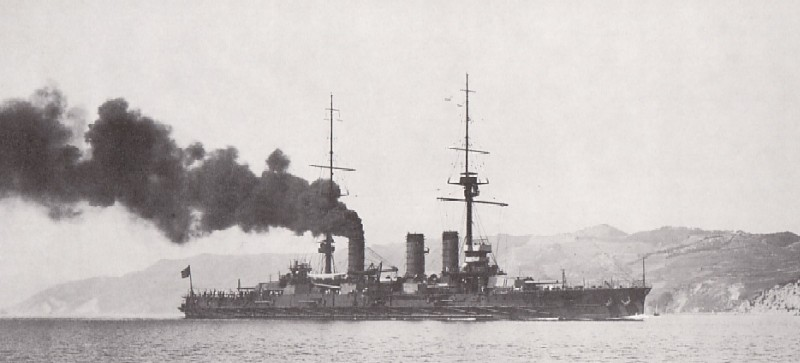
ボイラーを吹かす「安芸」。

本型は機関の比較のために構成が異なっていた。ボイラー配置が異なるために薩摩は2本煙突で安芸は3本煙突となっていた。薩摩は宮原式石炭・重油混焼水管缶12基に直立型三段膨張式四気筒レシプロ機関2基2軸推進の組み合わせで最大出力17,300馬力で速力18.3ノットを発揮した。一方、安芸はボイラーの形式は同じ宮原式だが大型となっており石炭・重油混焼水管缶8基とブラウン・カーチス式直結タービン2基2軸推進で最大出力24,000馬力で速力20.0ノットを発揮しており、優速であった。

## 同型艦
同型艦だが、細部をそれぞれの造船所に一任したため、船体の大きさ・機関の出力などは異なっている。
- 薩摩

横須賀海軍造船所にて1905年5月15日に起工、1906年11月15日進水、1910年3月25日竣工。1923年9月20日除籍。1924年9月2日に標的艦として海没処分。
- 安芸

呉海軍造船所にて1906 年3月15日に起工、1907年4月15日進水、1911年3月11日竣工。1923年9月20日除籍。1924年9月4日に標的艦として海没処分。